# Intel GMA

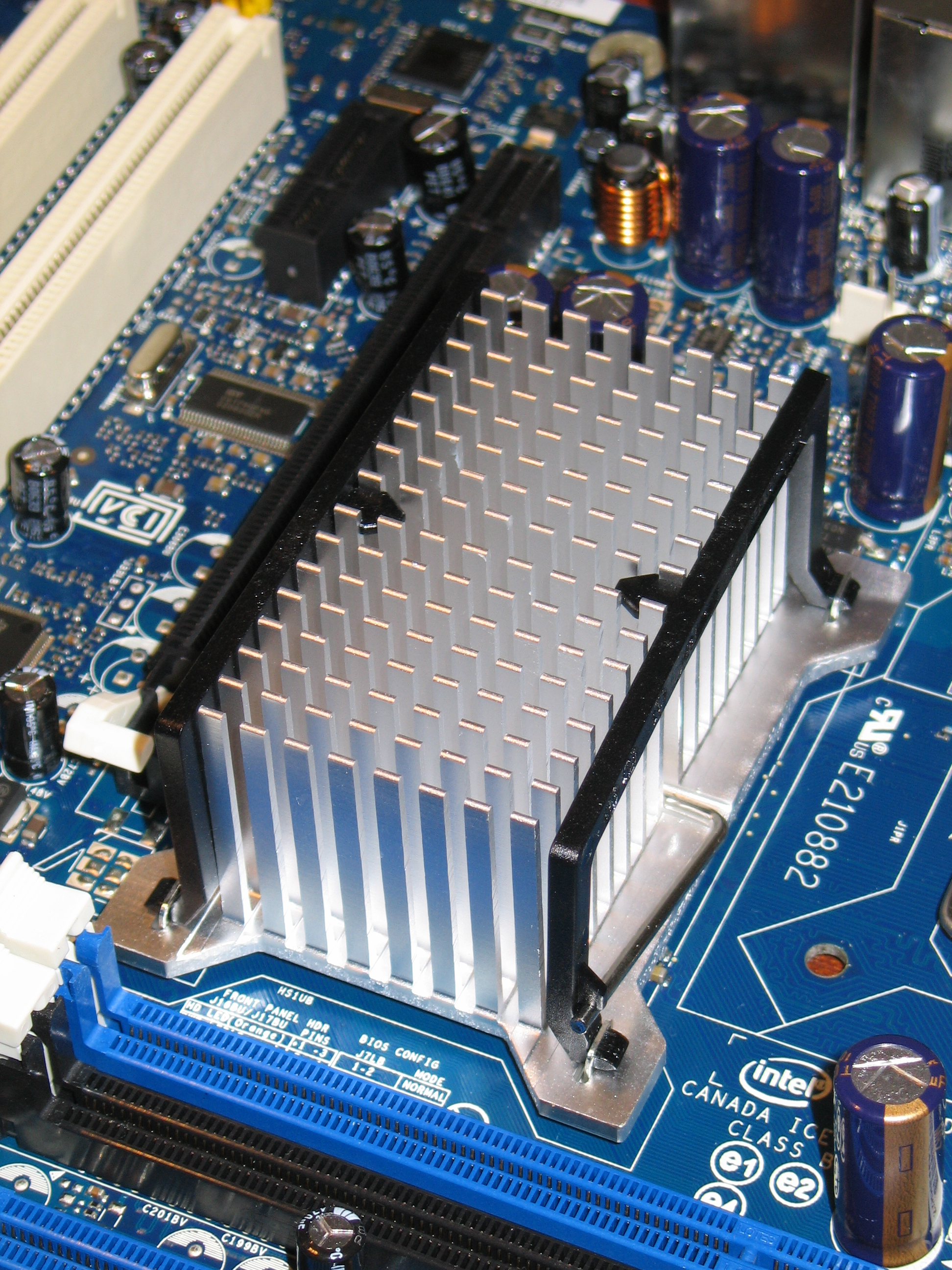
GMA X3000

 (septembre 2020).
Pour les articles homonymes, voir GMA.
L'Intel Graphics Media Accelerator ou Intel GMA est le nom donné à la série des GPU d'Intel, que l'on trouve intégrés directement aux cartes mères.

## Versions
Traditionnellement Intel conçoit ses propres puces graphiques, mais faute de disposer d'une solution suffisamment économe en énergie pour la plateforme Atom Intel dû se résoudre à produire parallèlement des puces graphiques sous licence d'Imagination Technologies.

### Puces conçues par Intel
Les puces graphiques conçues en interne par Intel (nom de code « Gen ») peuvent se classer en grandes familles :

#### L'ère pré-GMA
- puces Intel de première génération — dites Gen1 :
  - puces i740 (en) qui équipaient des cartes filles sur port PCI ou AGP avant d'intégrer les chipsets i810

- puces Intel de deuxième génération — dites Gen2 — (supportent DirectX 8.0 et OpenGL 1.3) :
  - équipaient les chipsets i830, 845, 85x, 865

#### L'ère des GMA
- puces Intel de troisième génération — dites Gen3 — (supportent DirectX 9.0c, OpenGL 1.4, Pixel Shader 2.0) :
  - GMA 900 : première version pour les chipsets de la famille du i915G et i915GM (TDP : 13,5 W[2])
  - GMA 950 : seconde version pour les chipsets i945G
  - GMA 3000 : pour les chipsets 946GZ, Q965 et Q963
  - GMA 3100 : pour les chipsets G31, G33, Q33 et Q35
  - GMA 3150 : plateforme Pineview pour processeurs Atom
- puces Intel de quatrième génération — dites Gen4 — (supportent le transform and lighting, offrent une architecture de shaders unifiés avec le Shader Model 3.0, puis 4.0 pour les modèles les plus récents, et supportent selon les modèles DirectX 9.0c ou 10.0 et OpenGL 2.0 ou 2.1) :
  - GMA X3000 : évolution majeure de l'architecture, chipset i965G
  - GMA X3100 : version mobile du X3000, utilisé avec les i965GM
  - GMA X3500 : pour le chipset G35
  - GMA 4500 : pour chipset Q43 et Q45
  - GMA 4500M / 4500HD : pour chipset GL40, GS45, GM45 et GM47
  - GMA X4500 et X4500HD : pour chipset G41, G43 (X4500) et G45 (X4500HD)

#### L'ère post-GMA
À partir des microprocesseurs Clarkdale et Arrandale, le processeur graphique est directement intégré dans la même puce que le microprocesseur et prend le nom de HD Graphics.

### Puces produites sous licence d'Imagination Technologies
- GMA 500 (nom de code Poulsbo, plateforme Menlow) : pour chipsets UL11L, US15L et US15W
- GMA 600 (plateforme Moorestown) : successeur du GMA 500
- GMA 3600 et 3650 (plateforme Cedarview)

### Atom
| Modèle  | Commercialisation | Chispet / Processeur  | Nom de code              | Gravure | Fréquence                           | Pixel pipelines | API graphique | API graphique             | API graphique | API graphique  | HDMI                          | Accélération matérielle       | Accélération matérielle | Accélération matérielle | Accélération matérielle | Accélération matérielle |
| Modèle  | Commercialisation | Chispet / Processeur  | Nom de code              | Gravure | Fréquence                           | Pixel pipelines | DirectX       | OpenGL                    | OpenCL        | Shader model   | HDMI                          | HD                            | MPEG-2                  | H.264                   | VC-1                    | AVC                     |
| ------- | ----------------- | --------------------- | ------------------------ | ------- | ----------------------------------- | --------------- | ------------- | ------------------------- | ------------- | -------------- | ----------------------------- | ----------------------------- | ----------------------- | ----------------------- | ----------------------- | ----------------------- |
| Atom    |                   |                       |                          |         |                                     |                 |               |                           |               |                |                               |                               |                         |                         |                         |                         |
| GMA900  | 2005              | 915G 915GM (mobile)   | Grantsdale Alviso        | ? nm    | 133-333 MHz                         | 4               | 9.0           | 2.1                       |               | 2.0 (SW) / 2.0 | non                           | non                           | MC                      | non                     | non                     | non                     |
| GMA950  | 2008              | 945GSE 945 GC         | Calistoga Lakeport       | 90 nm   | 400 MHz                             | 4               | 9.0c          | 2.1                       |               | 3.0            | non                           | non                           | oui                     | non                     | non                     | non                     |
| GMA500  | 2009              | US15L US15W UL11L     | PowerVR SGX535 (Poulsbo) | 130 nm  | 200 MHz 200 MHz 100 MHz             |                 | 9.0c          | 2.1                       |               | 3.0            | non                           | 720p                          | oui                     |                         | oui                     | oui                     |
| GMA3150 | janvier 2010      | Pineview              |                          | 45 nm   | 400 MHz (série D) 200 MHz (série N) | 2               | 9.0c          | 1.5 (Windows) 2.1 (Linux) |               | 3.0            | Broadcom Crystal HD seulement | Broadcom Crystal HD seulement | oui                     | non                     | non                     | non                     |
| GMA600  | 2010              | Lincroft Tunnel Creek | PowerVR SGX 535          |         |                                     |                 | 9.0c          | 2.1                       |               |                |                               | 1080p                         | oui                     | oui                     | oui                     | décompression           |
| GMA5600 | 4e trim. 2011     | Cedarview             | PowerVR SGX545           |         |                                     |                 | 10.1          | 3.2                       |               |                | 1.3a                          | 1080p                         |                         |                         |                         |                         |